# 三井敏正
三井 敏正（みつい としまさ、1916年3月18日 - 1989年12月14日 ）は、日本の経営者。新キャタピラー三菱社長を務めた。

## 来歴・人物
山口県出身。1938年に東京帝国大学工学部船舶学科を卒業し、同年に三菱重工業に入社した。1973年5月に取締役に就任し、1975年5月に常務、1980年6月に副社長を経て、1983年6月に新キャタピラー三菱社長に就任し、1987年7月までに務めた。
1983年4月に藍綬褒章を受章し、1989年11月に勲二等瑞宝章を受章。
1989年12月14日、結腸癌のために死去。73歳没。